# أشلي سبنسر (ممثلة)
أشلي سبنسر (بالإنجليزية: Ashley Spencer)‏ هي ممثلة أمريكية، ولدت في 8 مارس 1985 في أوهايو في الولايات المتحدة.

## وصلات خارجية
- أشلي سبنسر (ممثلة) على موقع IMDb (الإنجليزية)
- أشلي سبنسر (ممثلة) على موقع ميوزك برينز (الإنجليزية)
- أشلي سبنسر (ممثلة) على موقع قاعدة بيانات برودواي على الإنترنت (الإنجليزية)